# Григоренко, Надежда Ивановна
Надежда Ивановна Григоренко (Григоренкова) (1917—2004) — бригадир откатчиков шахты им. XX лет РККА треста «Шахтантрацит», город Шахты (Ростовская область).
Герой Социалистического Труда (1960), единственная женщина в угольной отрасли, удостоенная этого высокого трудового звания.

## Биография
Родилась 17 сентября 1917 года в селе Смаглеевка (ныне — Кантемировского района Воронежской области) в крестьянской семье. Окончила сельскую школу.
В 1936 году пришла работать на шахту «XX лет РККА» в городе Шахты коногоном — возила под землёй уголь на лошадях.
С началом Великой Отечественной войны женщины и старики заменили ушедших на фронт мужчин. Надежда Ивановна стала работать навалоотбойщицей, показывая пример героического и самоотверженного труда. За 12-часовую смену накидывала вручную 30 тонн угля при плане 3,2 тонны. Это была поистине немыслимая нагрузка, перенести которую мог далеко не каждый мужчина. После освобождения территории работала на восстановлении разрушенных шахт.
После войны продолжала трудиться на шахтах города Шахты бригадиром откатчиков, принимала активное участие в общественной работе. Закончила горный техникум, работала мастером.
В 1960-х Н. И. Григоренко ушла на пенсию. Жила в городе Шахты. Скончалась 18 октября 2004 года.

Могила Григоренко на Центральном кладбище города Шахты Ростовской области.

## Награды и Звания
- Указом Президиума Верховного Совета СССР от 7 марта 1960 года удостоена высокого звания Героя Социалистического Труда с вручением ордена Ленина и медали «Серп и Молот» (как бригадир откатчиков шахты «XX лет РККА» треста «Шахтантрацит»).
- Награждена орденом Трудового Красного Знамени, двумя орденами шахтёрской славы, медалями «За восстановление угольных шахт Донбасса», «За доблестный труд»[2].
- Присвоено звание «Почётный гражданин города Шахты» решением № 447 45-го заседания Шахтинской городской Думы от 27 апреля 2000 года (за ударный труд в угольной отрасли и выдающиеся заслуги перед городом и Отечеством)[2].